# Йонел Пирву
Йонел Антонел Пирву (рум. Ionel Antonel Pârvu; нар. 23 червня 1970, Арджеш, Румунія) — румунський футболіст, півзахисник.

## Клубна кар'єра
Розпочав футбольний шлях у 1988 році в «Брашові», у складі якого виступав до 1992 року. З 1992 по 1996 роки захищав кольори гранда румунського футболу «Стяуа», в складі якого чотири рази ставав переможцем національного чемпіонату. 
У 1996 році виїхав до Греції, де підписав контракт з ПАОКом. У грецькому чемпіонаті зіграв 18 матчів та відзначився 1 голом. Завдяки вдалим виступам у Греції, в 1997 році перейшов до складу дюссельдорфської «Фортуни», але закріпитися в команді не зміг й відправився в оренди. Спочатку в «Онешти», а потім у «Фарул». Протягом свого перебування в «Фортуні» зіграв у німецькому чемпіонаті лише 7 матчів. У 1999 році на правах вільного агента перейшов до іншого німецького клубу, «Зандгаузен», але в його складі не зіграв жодного офіційного поєдинку. У 2000 році повернувся до Румунії, де захищав кольори клубу «Онешти».
У 2000 році перейшов у запорізький «Металург». Дебютував у складі запорізького клубу 12 липня 2000 року в переможному (3:1) домашньому поєдинку 1-го туру Вищої ліги проти маріупольського «Металурга». Йонел вийшов у стартовому складі, а на 60-й хвилині його замінив Армен Акопян. Дебютним голом у складі запорожців відзначився 167 липня 2000 року на 74-й хвилині (реалізувавши пенальті) програного (1:2) домашнього поєдинку 2-го туру Вищої ліги проти дніпропетровського «Дніпра». Пирву вийшов на поле на 72-й хвилині, замінивши Олега Матвєєва. Протягом свого перебування в «Металурзі» у чемпіонатах України зіграв 23 матчі та відзначився 2 голами, ще 3 поєдинки провів у кубку України. Також виступав за фарм-клуби запорожців, «Металург-2» (12 матчів, 3 голи) та «СДЮШОР-Металург» (1 поєдинок).
У 2002 році перейшов до сімферопольської «Таврії». У складі кримчан дебютував 16 березня 2002 року в програному (1:3) домашньому поєдинку 14-го туру вищої ліги проти донецького «Металурга». Йонел вийшов у стартовому складі та відіграв увесь матч. Дебютним голом за таврійців відзначився 27 липня 2002 року на 29-й хвилині переможного (4:2) домашнього поєдинку 5-го туру Вищої ліги проти криворізького «Кривбасу». Пирву вийшов у стартовому складі та відіграв увесь матч У 2003 році перейшов на правах оренди в новоросійський «Чорноморець». Дебютував за новоросійський клуб 26 липня 2003 року в програному (0:1) виїзному поєдинку 18-го туру РФПЛ проти московського «Динамо». Йонел вийшов у стартовому складі та відіграв увесь матч, а на 12-й хвилині отримав жовту картку. Протягом свого перебування в Росії у національному чемпіонаті зіграв 5 матчів (також 2 матчі провів у першості дублерів) та 2 поєдинки в кубку Росії. Пізніше повернувся в «Таврію», кольори якої захищав до 2004 року. Протягом свого перебування в сімферопольському клубі в чемпіонатах України зіграв 57 матчів та відзначився 3 голами, ще 6 матчів (2 голи) провів у кубку України.
У 2005 році повернувся до Румунії, де захищав кольори клубів «Політехніка» (Ясси), «Брашов» та «Памбац». У 2006 році завершив кар'єру професіонального футболіста.

## Кар'єра в збірній
У 1993 році зіграв 1 поєдинок у складі національної збірної Румунії.

## Досягнення
Стяуа (Бухарест)
- Ліга I
  -  Чемпіон (6): 1992–93, 1993–94, 1994–95, 1995–96

- Кубок Румунії
  -  Володар (1): 1995–96

- Суперкубок Румунії
  -  Володар (1): 1994

Зандгаузен
- Оберліга Баден-Вюртемберг
  -  Чемпіон (1): 1994

Чорноморець (Новоросійськ)
- Кубок Прем'єр-ліги
  -  Фіналіст (1): 2003

## Статистика
| Сезон | Клуб                         | Ліга         | Чемпіонат | Чемпіонат | Кубок | Кубок | Кубок ліги | Кубок ліги | Єврокубки | Єврокубки | Загалом | Загалом |
| Сезон | Клуб                         | Ліга         | Матчі     | Голи      | Матчі | Голи  | Матчі      | Голи       | Матчі     | Голи      | Матчі   | Голи    |
| ----- | ---------------------------- | ------------ | --------- | --------- | ----- | ----- | ---------- | ---------- | --------- | --------- | ------- | ------- |
| 2003  | «Чорноморець» (Новоросійськ) | Прем'єр-ліга | 5         | 0         | 2     | 0     | 3          | 0          | —         | —         | 10      | 0       |